# Chrysopilus tomentosus
Chrysopilus tomentosus är en tvåvingeart som beskrevs av Jacques-Marie-Frangile Bigot 1887. Chrysopilus tomentosus ingår i släktet Chrysopilus och familjen snäppflugor. Inga underarter finns listade i Catalogue of Life.